# Понте (Гімарайнш)
Понте (порт. Ponte; МФА: [ˈpõ.tɨ]) — парафія в Португалії, у муніципалітеті Гімарайнш. Розташована в північно-західній частині країни, на теренах історичної португальської провінції Дору-Міню. Входить до складу округу Брага. За адміністративним поділом, чинним до 1976 року, терени парафії були складовою провінції Міню. Належить до Бразької архідіоцезії Католицької церкви. Патрон — Іван Хреститель. Площа — 6,0110 км². Населення — 6610 ос. (2011). Сильно урбанізований регіон. Густота населення — 1099,65 осіб/км²
. Код — 030838.

## Населення
| Кількість мешканців | Кількість мешканців | Кількість мешканців | Кількість мешканців | Кількість мешканців | Кількість мешканців | Кількість мешканців | Кількість мешканців | Кількість мешканців | Кількість мешканців | Кількість мешканців | Кількість мешканців | Кількість мешканців | Кількість мешканців | Кількість мешканців |
| ------------------- | ------------------- | ------------------- | ------------------- | ------------------- | ------------------- | ------------------- | ------------------- | ------------------- | ------------------- | ------------------- | ------------------- | ------------------- | ------------------- | ------------------- |
| 1864                | 1878                | 1890                | 1900                | 1911                | 1920                | 1930                | 1940                | 1950                | 1960                | 1970                | 1981                | 1991                | 2001                | 2011                |
| 1 025               | 1 054               | 1 160               | 1 863               | 1 716               | 1 869               | 2 154               | 2 770               | 2 964               | 3 793               | 3 478               | 4 460               | 5 276               | 6 597               | 6 610               |